# 98 Mute
I 98 Mute sono un gruppo musicale californiano.

## Storia del gruppo
Il gruppo viene fondato nel 1994 da Jason Page alla chitarra, Doug Weems al basso e Justin Thirsk (fratello di Jason Thirsk, bassista dei Pennywise) alla batteria. Nel 1995 si aggiunge poi Pat Ivie come cantante e, con questa formazione, vengono assoldati dalla Theologian Records, con cui registrano nel 1996 il loro primo full length col nome 98 Mute. Dopo numerosi tour (e la partecipazione al Warped Tour nel 1997) registrano, sempre con la Theologian Records, il loro secondo album, Class of '98. Nel 1999 aprirono concerti a band come blink-182, 7 Seconds, Pennywise e vengono assoldati dalla Epitaph Records, con cui incidono il loro terzo CD, Slow Motion Riot, seguito, nel 2002, dal quarto, After the Fall.

## Formazione
- Pat Ivie - voce
- Jason Page - chitarra
- Doug Weems - basso
- Justin Thirsk - batteria

## Album di studio
- 1996 - 98 Mute
- 1998 - Class of '98
- 2000 - Slow Motion Riot
- 2002 - After the Fall